# 쑨리 (바둑 기사)
쑨리(중국어 간체자: 孙力, 정체자: 孫力, 병음: Sūn Lì, 1991년 2월 8일 장쑤성 가오유시 ~ )는 중국의 바둑 기사이다.

## 약력
- 2010년 제2회 비씨카드배 64강
- 2011년 제3회 비씨카드배 32강, 제16회 삼성화재배 32강